# Гамбургский технический университет
Гамбургский технический университет (также Технический университет Гамбурга; нем. Technische Universität Hamburg, TU Hamburg или TUHH; ранее нем. Technische Universität Hamburg-Harburg) — государственный университет, расположенный в районе Харбург города Гамбург; является одним из самых молодых технических университетов Германии — был основан в 1978 году, хотя планы по созданию технического университета в регионе Нижней Эльбы появились ещё в 1920-х годах. Фактически открылся в 1982/1983 учебном году. В университете отсутствует деление на факультеты: ВУЗ разделён по основным направлениям исследований, что делает возможным более тесное сотрудничество между различными институтами и группами. По данным на 2018 год, в университете обучалось более 7850 студентов.

## История
Планы по созданию нового технического университета в регионе Нижняя Эльба впервые появились в 1920-х годах. Университет был основан в 1978 году под названием «Технический университет Гамбург-Харбург» (TUHH). В 1979 году была создана университетская библиотека. В июле 1998 года TUHH основал «Северный институт менеджмента в технологиях» (Northern Institute of Technology Management, NIT), предложившего студентам программы на английском языке. Летом 2005 года были открыты два новых здания TUHH, а 29 мая 2018 года название района Харбург было удалено из названия университета — но аббревиатура TUHH была сохранена.
В августе 2009 года было объявлено, что помещения бывших казарм, расположенных в непосредственной близости от университета, будут — после капитального ремонта и перепланировки — использоваться в качестве нового главного университетского здания. Проект, представленный архитектурным бюро Майнхарда фон Геркана, в значительной степени сохранил первоначальный вид казарм, признанных памятником архитектуры города. На проект было выделено 26,6 миллионов евро из городского бюджета. Первый камень в основание нового главного здания был заложен 17 сентября 2010 года, а церемония открытия состоялась 24 августа 2012.